# Thierville
Thierville är en kommun i departementet Eure i regionen Normandie i norra Frankrike. Kommunen ligger i kantonen Montfort-sur-Risle som tillhör arrondissementet Bernay. År 2022 hade Thierville 368 invånare.

## Befolkningsutveckling
Antalet invånare i kommunen Thierville
Referens:INSEE